# Società generale immobiliare
Società generale immobiliare (SGI, срп. Опште друштво за некретнине) некада је било највеће предузеће за промет некретнинама и грађевинарством у Италији. Основано је у Торину 1862, али је потом пресељено у Рим 1870. са уједињењем Италије. Након пресељења у Рим, предузеће се заинтересовало за пастирско земљиште око Рима и на крају је нешто од тога купила. Са растом Рима, предузеће је расло како су расле цијене некретнина. Временом су се дјелатности предузећа промијениле из пословања са некретнинама у грађевинске. Један од људи који су развили грађевинску дјелатност предузећа био је Алдо Самаритани (1904—1996) који се придружио предузећу 1933. године. Предузеће је познато по изградњи бројних стамбених зграда широм Италије.
Највећи дионичар SGI некада је био Ватикан, који је има 15% дионица. Међутим, већина дионица Ватикана у предузећу је продата крајем шездесетих година 20. вијека корпорацији Gulf and Western Industries.
SGI је претходник Group SGI коју је контролисао Опус деи током раних деведесетих година 20. вијека. Предузеће је такође било умијешано у скандал са Банком Амброзијано.
Могућа референца на SGI, под називом Internazionale Immobiliare, представљена је у филму Кум 3 као дио напора главном јунака Мајкла Корлеонеа да легитимише своје богатство.

## Познате грађевине
- Вотергејт комплекс
- Кавалијери Хилтон хотел